# Maschinenraum
Als Maschinenraum bezeichnet man meistens den Raum eines Fahrzeugs, in dem Maschinen oder Aggregate stehen. In Gebäuden stehen Großmaschinen in Maschinenhallen oder Maschinenhäusern.

## Schiffbau

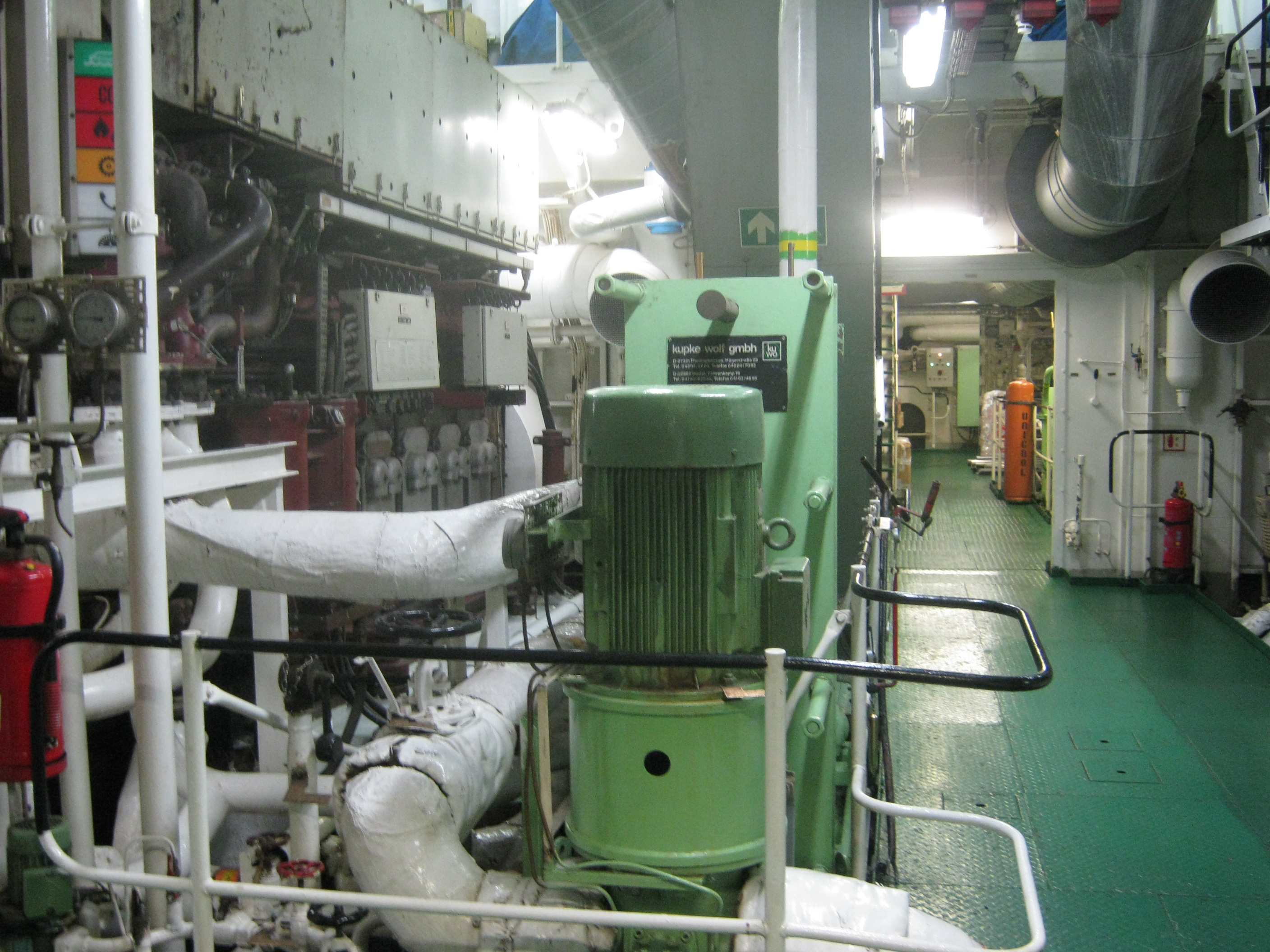
Maschinenraum des Kreuzfahrtschiffs Deutschland

Jedes größere Schiff hat mehrere Maschinenräume. Bei Binnenschiffen und Küstenmotorschiffen beschränkt sich die Anzahl in der Regel auf zwei Maschinenräume (Hauptmaschinenraum mit Generatoren) und Bugstrahlanlage. Die Anordnung ist sehr unterschiedlich, ganz nach Typ, Bauart und Größe des Schiffes. Die Maschinenräume befinden sich heutzutage in der Regel im hinteren Teil des Schiffsrumpfes. Durch diese Anordnung kann eine relativ kurze Antriebswelle verwendet werden, was die Belastung und den Verschleiß reduziert.
Die Maschinenräume eines Containerschiffes können in etwa wie folgt aufgeteilt sein:
NotfeuerlöschpumpenraumVorn unter der Back, in äußerster Entfernung vom Hauptmaschinenraum, steht die Notfeuerlöschpumpe. Eine Feuerlöschpumpe, deren Pumpendruck so hoch ist, dass die Wassersäule im hinteren Deckshaus, das oft 200 Meter entfernt ist, ausreicht, um dieses in gesamter Höhe mit Löschwasser zu versorgen.
NotgeneratorraumDer Notgenerator, der bei Stromausfall die gesamte Allgemeine Ersatzstromversorgung übernehmen muss, steht meistens ganz oben im Deckshaus hinter der Brücke. Gleichzeitig befinden sich hier die Notbatterien. Bei Ausfall der normalen Stromversorgung durch Generatoren übernimmt der Notgenerator die Notversorgung. Bei Ausfall des Notgenerators übernehmen die Notbatterien die Notbeleuchtung, die Anlage für Kommunikation und einige Teile der Brückenüberwachung.
RudermaschinenraumDer Rudermaschinenraum enthält die Rudermaschine samt ihrer Überwachung.
HauptmaschinenraumIm Hauptmaschinenraum stehen die für den Schiffsantrieb erforderlichen Motoren, Filter, Pumpen usw.
GeneratorraumIm Generatorraum stehen die für die Stromerzeugung benötigten Dieselgeneratoren, Pumpen, Filter usw.
SeparatorenraumIm Separatorenraum stehen die für die Reinigung sämtlicher Öle erforderlichen Separatoren (Dieselöl, Schweröl, Schmieröl).
KesselraumIm Kesselraum steht der für die Schiffsheizung, Schwerölerwärmung und Bunkervorwärmung benötigte Dampfkessel.

## Schienenfahrzeuge

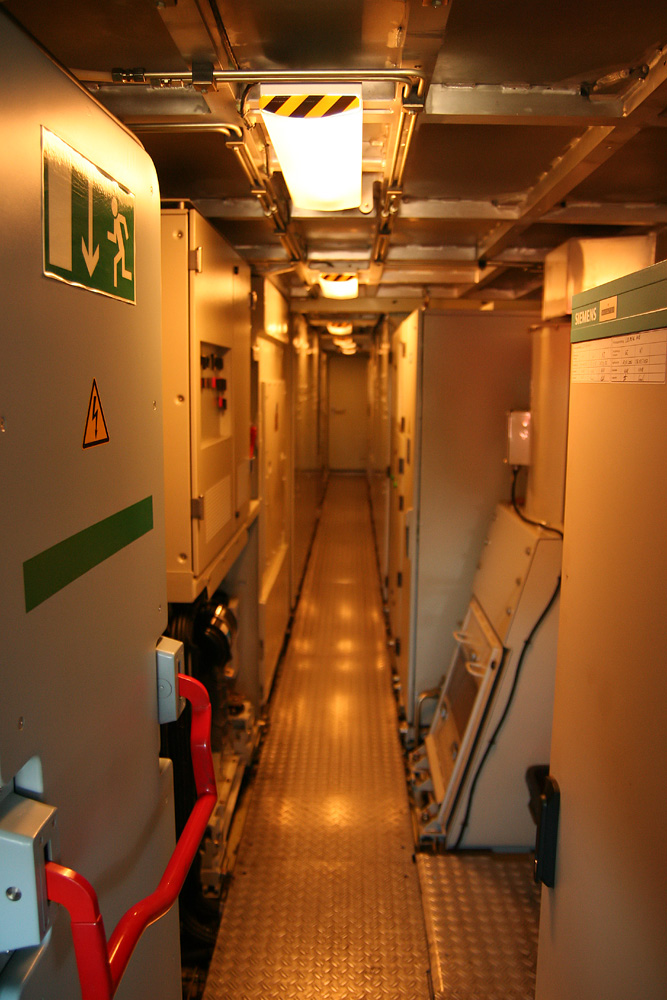
Maschinenraum einer Drehstrom-Lokomotive der Baureihe 189 der DB AG

Lokomotiven und Triebköpfe besitzen im Unterschied zu Triebwagen, bei denen der größte Teil der Technik unterflur oder auf dem Dach angeordnet ist, ebenfalls einen Maschinenraum. Dieser ist in der Mitte des Fahrzeugs zwischen den beiden Führerständen (bei Triebköpfen zwischen Führerstand und Wagenübergang) angeordnet. Dabei enthält der Maschinenraum bei Diesel- oder Elektrolokomotiven verschiedene Einrichtungen. Gemeinsam sind Einrichtungen zur Kühlung der Antriebsaggregate, die Drucklufterzeugung und Teile der Bremse, die Fahrzeugbatterie, Einrichtungen der Sicherungstechnik (wie beispielsweise in Deutschland der LZB-Fahrzeugrechner) sowie diverse Einrichtungen zur Fahrzeugsteuerung und -überwachung.
Der Maschinenraum von Elektrolokomotiven oder -triebköpfe beinhaltet darüber hinaus:
- Hochspannungsgerüst
- Transformator (ggf. auch Unterflur)
- Schaltwerk und Antriebsschaltgruppen bzw. Stromrichter
- Hilfsbetriebe-Anlassschalter bzw. Hilfsbetriebeumrichter
- ggf. Einrichtungen der E-Bremse

In Diesellokomotiven finden sich neben den oben genannten Einrichtungen noch zusätzlich:
- Dieselmotor, ggf. Hilfsdieselmotor
- hydraulisches Getriebe bzw. Fahrgenerator mit Stromrichtern
- Turbolader und Abgasanlage
- Generator zur Stromerzeugung für die Zugsammelschiene (ggf. mit Umrichtern) bzw. Dampfheizkessel
- Vorwärm- und Warmehaltegerät

## Kraftwerksbau

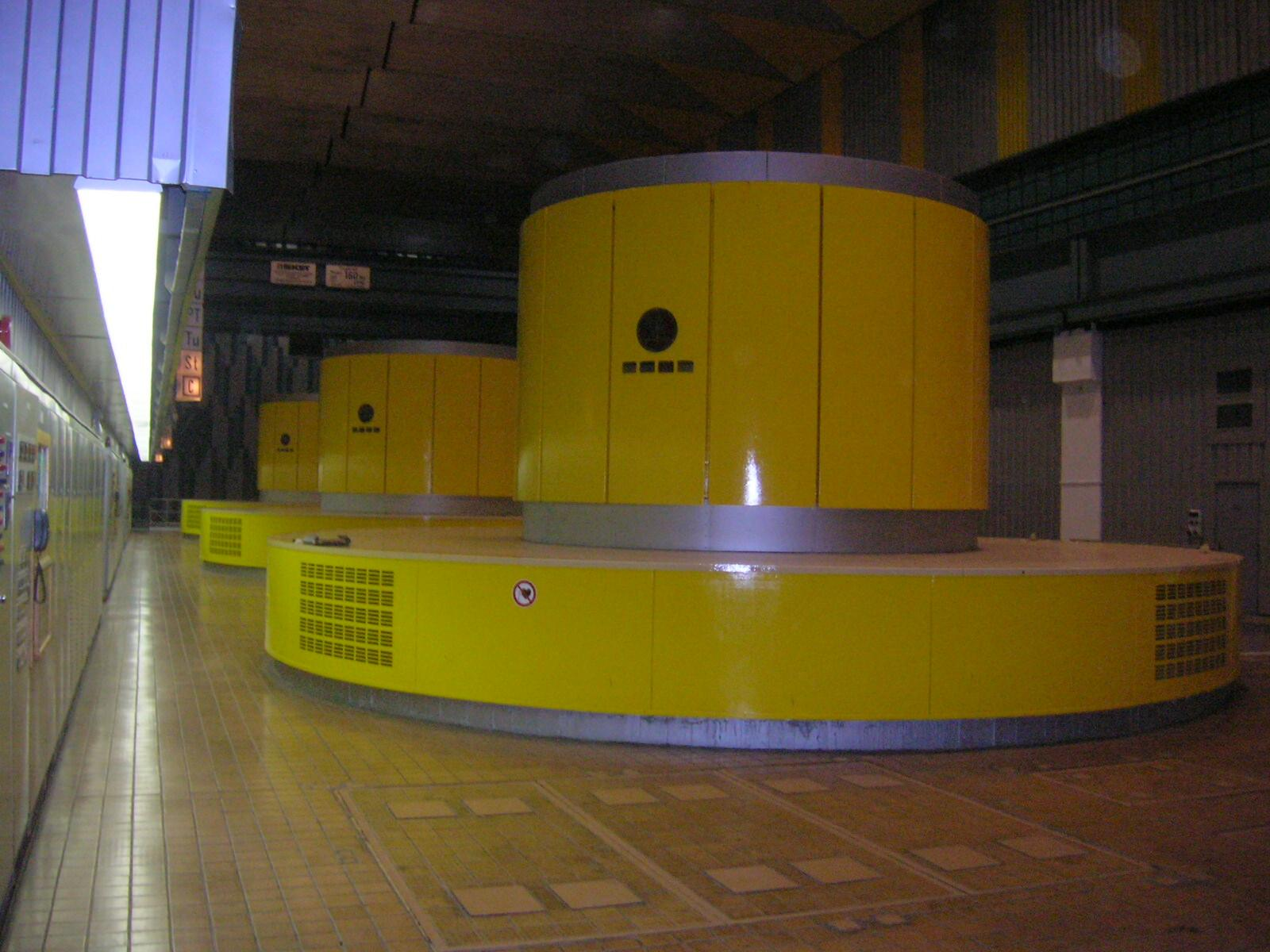
Maschinenkaverne des Pumpspeicherwerk Markersbach

Bei den meisten Typen von Wasserkraftwerken stehen die stromproduzierenden Turbinen in einem eigenen Maschinenhaus. Ausnahmen sind die Kavernenkraftwerke, bei denen die gesamte Maschinenanlage untertage angebracht ist. Der Maschinenraum (bzw. die Maschinenhalle) wird dann in der Fachsprache Maschinenkaverne oder Kavernenkrafthaus genannt.
Der Maschinenraum beherbergt die zentralen Betriebsmittel des Kraftwerks:
- Turbinen – zu den Typen siehe Wasserkraftwerk
- hydraulische Anfahrwandler – zur Inbetriebsetzung
- Generatoren, an einer Achse mit den Turbinen
- Hauptpumpen und Motorgeneratoren – bei Pumpspeicherwerken
- Transformatoren – bei Kavernenkraftwerken aus Sicherheitsgründen in einer zweiten Kaverne, bei anderen Wasserkraftwerken meist im Freigelände

## Hebetechnik
Der Maschinenraum beherbergt die Antriebsanlage – das Triebwerk, daher auch Triebwerksraum – einer Beförderungsanlage für Güter und Personen. Maschinenräume finden sich für Lifte (Aufzugsanlagen) in Gebäuden, Seilbahnen und Sessellifte, Schrägaufzügen und Standseilbahnen.
In der Aufzugstechnik des Bergbaus entwickelte sich das freistehende Maschinenhaus mit dem Übergang zum Tiefbau und dem Einsatz der Dampfmaschine. Nun waren Gebäude notwendig, die einen wetterfesten Stand für die Dampfmaschine selbst und die Kesselanlagen zur Erzeugung des Dampfes schafften.
Vorschriften an Aufzüge sind in der zentralen europäischen Normenreihe EN 81 erfasst, die auch Konstruktion, Inbetriebhaltung und Notfallmaßnahmen betreffend Maschinenräume umfasst. In Deutschland gelten die Übernahme der EN und zusätzliche Regelungen, die in den Technischen Regeln für Aufzüge (TRA) zusammengefasst sind.